# Ełka Konstantinowa
Ełka Georgijewa Konstantinowa (bułg. Елка Константинова, ur. 25 maja 1932 w Sofii, zm. 12 stycznia 2023) – bułgarska literaturoznawczyni, bułgarystka, profesor nauk humanistycznych, pedagog, działacz społeczny i polityk, w latach 70. i 80. aktywna uczestniczka ruchu antykomunistycznego, przewodnicząca Partii Radykalno-Demokratycznej (1989–1993), wchodzącej w skład Związku Sił Demokratycznych, po Okrągłym Stole deputowana na Konstytuantę (1990–1991) oraz Zgromadzenie Narodowe 36. kadencji (1991–1994), minister kultury w rządzie Filipa Dimitrowa (1991–1992).

## Życiorys

### Kariera naukowa
Jest absolwentką Wydziału Filologii Bułgarskiej na Uniwersytecie im. Klemensa z Ochrydy w Sofii (1956). Literaturę bułgarską wykładała m.in. w Instytucie Pedagogicznym w Szumen (1974–1984). W latach 80. współpracowała z Akademią Teatralną im. Krystjo Sarafowa oraz czasopismami kulturalnymi.
W latach 1979–1982 pracowała na Uniwersytecie Jagiellońskim w Krakowie, gdzie prowadziła wykłady z literatury bułgarskiej. Po odejściu z rządu Dimitrowa przyjechała do Warszawy. W ambasadzie Republiki Bułgarii była odpowiedzialna za rozwój stosunków kulturalnych między oboma krajami (1993–1997), za co zresztą w 2001 roku została odznaczona Krzyżem Komandorskim Orderu Zasługi Rzeczypospolitej Polskiej.
Wydała m.in. „Antologię poezji bułgarskiej” (wspólnie z Wojciechem Gałązką) oraz była promotorką kilku prac naukowych, np. rozprawy doktorskiej Galii Konach pt. „Poeta i lilia. Idee chrześcijańskie w poezji Nikołaja Liliewa”, obronionej na Wydziale Filologicznym UJ w 1997 roku.
W 1990 roku uzyskała tytuł profesora nauk humanistycznych. Od 1999 roku jest kierownikiem Zakładu Literatury Porównawczej Instytutu Literackiego w Bułgarskiej Akademii Nauk.

### Kariera polityczna
W latach 70. i 80. brała udział w manifestacjach antykomunistycznych, za co została wyrzucona z pracy na Uniwersytecie im. Klemensa Ochrydy. W 1989 roku stanęła na czele Partii Radykalno-Demokratycznej, która wkrótce została członkiem Związku Sił Demokratycznych.
Z list ZSD w 1990 roku Konstantinowa dostała się do Wielkiego Zgromadzenia Narodowego. Była jedyną spośród trzydziestu deputowanych, która głosowała przeciwko uchwaleniu nowej Konstytucji. Rok później, po wygraniu wyborów parlamentarnych przez ZSD, została wybrana do Zgromadzenia Narodowego 36. kadencji, a także otrzymała nominację na szefa resortu kultury w rządzie kierowanym przez Filipa Dimitrowa.
Niedługo po jego upadku w grudniu 1992 roku, zrzekła się funkcji przewodniczącej Partii Radykalno-Demokratycznej i wycofała się z aktywnej polityki. Nie odeszła jednak z życia publicznego, jest cenionym – szczególnie przez kręgi dawnej opozycji demokratycznej – komentatorem wydarzeń politycznych i społecznych. W ostatnim czasie zasłynęła ostrą krytyką prezydenta Georgi Pyrwanowa.

### Życie prywatne
Mówiła płynnie po polsku i rosyjsku.